# Agapanthia amicula
Agapanthia amicula (лат.) — вид жесткокрылых из семейства усачей.

## Распространение
Распространён в Турции.

## Описание
Жук длиной от 11 до 18 мм Время лёта с мая по июнь.

## Развитие
Жизненный цикл вида длится один год.